# Der Komödiant
Der Komödiant (Originaltitel: The Entertainer) ist ein britischer Spielfilm des Regisseurs Tony Richardson aus dem Jahr 1960. Es handelt sich um eine Verfilmung des 1957 erstmals aufgeführten Theaterstücks The Entertainer von John Osborne, der auch am Drehbuch beteiligt war. Richardson verfilmte damit zum zweiten Mal nach Blick zurück im Zorn ein Theaterstück von Osborne. Hauptdarsteller ist Laurence Olivier, der auch im Bühnenstück diese Rolle übernahm.

## Handlung
Die junge Lehrerin Jean Rice reist von London zu einem Seebad, um ihre Familie zu besuchen. Sie sorgt sich um ihre Beziehung zu ihrem Verlobten, der mit ihr nach Afrika auswandern möchte, und um die Suezkrise, die ihren Bruder Mick als Soldaten betrifft. Sie stellt fest, dass das Seebad nach der Glanzzeit vor dem Krieg immer weniger Urlauber anzieht. Die Auftritte ihres Vaters finden in dem Musiksaal nur noch vor kleinen, desinteressierten Besuchergruppen statt. Ihre Familie ist zerrüttet. Ihr Großvater, einst gefeierter Star des Musiksaals, lebt zurückgezogen mit seiner Schwiegertochter und seinem Enkelsohn.
Sie sucht den Musiksaal auf, in dem ihr Vater Archie Rice auftritt. Obwohl dieser kein Geld hat und ihm die Kritiker und unbezahlte Angestellte im Nacken sitzen, lässt er die Ankunft seiner Tochter mit Champagner feiern. Diese bemerkt jedoch schnell, in welchen Umständen ihr Vater lebt. Während er ein gutes Verhältnis zu seinem Sohn und seinem Vater hat, ist die Beziehung mit seiner Frau angespannt. Er ist ein Frauenheld, seine Frau weiß von seinen Affären, spricht offen mit der Familie darüber und entwickelt ein schweres Alkoholproblem.
Als das letzte Engagement des Vaters dem Ende zugeht, sucht Archie verzweifelt nach einer neuen Show für den Winter, hat jedoch kein Geld um selbst etwas auf die Beine zu stellen. Als er bei einem Schönheitswettbewerb als Juror auftritt, bandelt er mit der Zweitplatzierten an und beginnt eine Affäre mit ihr. Ihre wohlhabenden Eltern wollen für sie eine Karriere im Showgeschäft und bieten Archie Geld für eine neue Show, falls er ihre Tochter darin auftreten lässt. Während die Vereinbarung Gestalt annimmt, wird im Radio über Micks Gefangennahme durch ägyptische Truppen nach einem Gefecht bei Sues berichtet. Archie scheint die Nachricht und den Zerwurf seiner Familie nicht wahrzunehmen. Er ist voll auf seine Affäre und den Neustart seiner Karriere konzentriert.
Als Jean auf die Affäre aufmerksam wird, erzählt sie ihrem Großvater davon. Im Glauben seinem Sohn etwas Gutes zu tun, geht dieser zu den Eltern der jungen Frau und erzählt ihnen, dass sein Sohn Archie bereits verheiratet und pleite ist. Die Eltern brechen daraufhin unverzüglich jegliche Beziehung zu Archie ab und stellen die Finanzierung seiner neuen Show ab. Als Archie noch versucht, mit dieser neuen Wendung fertigzuwerden, stellt sich heraus, dass die ursprüngliche Meldung über die Gefangennahme seines Sohns falsch war. Tatsächlich wurde dieser von den Ägyptern getötet und sein Leichnam wird überführt. Micks Heimatort gedenkt seiner und ihm soll das Victoria-Kreuz verliehen werden. Archie ist währenddessen immer noch zu sehr auf seine Karriere fixiert, um zu bemerken, wie seine Familie an den Geschehnissen zerbricht. Sein Schwager versucht der Familie zu helfen, indem er sie nach Kanada bringen will, um dort ein Hotel zu betreiben. Archie weist ihn jedoch zurück. Stattdessen entwickelt er die Idee, seinen Vater zurück auf die Bühne zu holen, da dieser weiterhin sehr beliebt ist und der öffentliche Wunsch nach seiner Rückkehr besteht.
Am Abend der Premiere bricht sein Vater jedoch zusammen und stirbt, was die Entfremdung seiner Familie besiegelt. Seine Frau und sein Sohn beschließen, doch nach Kanada zu gehen, während Archie darauf erpicht ist, in England zu bleiben, selbst wenn er dort ins Gefängnis müsse. Der Film endet mit dem wahrscheinlich letzten Auftritt Archies, vor einem teilnahmslosen Publikum.

## Kritik
„… psychologisch subtil, darstellerisch überzeugend und atmosphärisch dicht in der Rekonstruktion trister sozialer Milieus“

## Auszeichnungen
Bei der Oscarverleihung 1961 wurde Laurence Olivier als bester Hauptdarsteller nominiert. Außerdem erhielt der Film drei BAFTA-Nominierungen.